# Linh dương sừng thẳng Ả Rập
Linh dương sừng thẳng Ả Rập (Oryx leucoryx) là một loài động vật guốc chẵn thuộc chi Oryx, họ Trâu bò. Loài linh dương này có một cái "bướu" khá kỳ lạ trên lưng, cặp sừng dài và thẳng cộng với một cái đuôi ngắn có búi lông ở cuối. Chúng cũng là loài nhỏ nhất trong chi Oryx. Linh dương sừng thẳng Ả Rập đã bị tuyệt chủng trong tự nhiên vào đầu những năm 1970, nhưng đã được cứu sống lại trong các vườn bách thú và những khu bảo tồn tự nhiên tư nhân. Chúng xuất hiện trở lại vào đầu những năm 1980. Tại Á vận hội 2006 tổ chức tại Doha (Qatar), linh dương sừng thẳng Ả Rập đã được chọn làm linh vật chính thức.

## Phân bố và nơi sinh sống
Trong lịch sử Linh dương sừng thẳng Ả Rập có thể đã sinh sống ở khắp Trung Đông. Trong đầu những năm 1800, Linh dương sừng thẳng Ả Rập vẫn có thể được tìm thấy tại Sinai, Palestine, Transjordan, phần lớn Iraq, và hầu hết bán đảo Ả Rập. Trong thế kỷ XIX và đầu thế kỷ XX, phạm vi của Linh dương sừng thẳng Ả Rập đã được đẩy lùi về phía Ả Rập Saudi, và đến 1914 có chỉ có một ít con sống sót bên ngoài quốc gia đó. Có một vài báo cáo Linh dương sừng thẳng Ả Rập ở Jordan vào năm 1930, nhưng giữa những năm 1930, dân số còn lại ở sa mạc Nafud ở vùng Tây Bắc Ả-rập Xê-út và Rub' al Khali ở phía nam.
Trong năm 1930, các hoàng thân Ả Rập và các nhân viên công ty xăng dầu bắt đầu săn bắn Linh dương sừng thẳng Ả Rập bằng xe ô tô và súng trường. Cuộc săn lùng lớn trong kích thước, và một số đã được báo cáo sử dụng khoảng 300 xe. Vào giữa thế kỷ XX, quần thể miền Bắc trên thực tế đã tuyệt chủng. Cá thể Linh dương sừng thẳng Ả Rập cuối cùng trong tự nhiên trước khi tái áp được báo cáo trong năm 1972.
Linh dương sừng thẳng Ả Rập thích sinh sống trong sa mạc sỏi hoặc cát cứng tốc độ và độ bền sẽ bảo vệ chúng khỏi hầu hết các động vật ăn thịt, cũng như hầu hết các thợ săn đi bộ. Trong sa mạc cát ở Ả Rập Saudi, Linh dương sừng thẳng Ả Rập đã từng được tìm thấy trong vùng cát khô cằn của đồng bằng giữa các cồn cát mềm và các rặng núi.
Linh dương sừng thẳng Ả Rập đã được nhập nội lại đến Oman, Ả Rập Saudi, Israel, Các tiểu vương quốc Ả Rập thống nhất, và Jordan. Có một dân số nhỏ được giới thiệu trên Hawar Island, Bahrain và bán quản lý dân số lớn tại một số địa điểm ở Qatar và UAE. Tổng dân số nhập nội lại được ước tính là khoảng 1.000 con. Điều này sẽ đặt loại linh dương sừng thẳng Ả Rập cũng vượt qua ngưỡng 250 cá thể trưởng thành cần thiết để hội đủ điều kiện nguy cấp.

## Đặc điểm
Linh dương sừng thẳng Ả Rập có chiều cao ở vai khi đứng vào khoảng 1 mét (39 in) và cân nặng trung bình khoảng 70 kilôgam (150 lb). Bộ lông của linh dương sừng thẳng Ả Rập có màu trắng gần như phát sáng, bốn chân có màu nâu. Chúng có những sọc đen ở phần đầu tiếp giáp cổ, ở trán, phần trên mũi từ giữa hai sừng xuống tới miệng. Cả con đực và con cái đều có một cặp sừng dài thẳng hoặc hơi cong với độ dài chừng 50 đến 75 xentimét (20 đến 30 in).
Linh dương sừng thẳng Ả Rập nghỉ ngơi lúc nắng nóng ban ngày và có thể dò ra mưa và di chuyển đến nơi có mưa, điều này có nghĩa chúng có phạm vi rộng lớn, một bầy ở Oman có thể có phạm vi hơn 3.000 kilômét vuông (1.200 dặm vuông Anh). Bầy cả con đực lẫn con cái và thường có từ hai đến 15 cá thể, đôi khi lên đến một trăm con. Linh dương sừng thẳng Ả Rập nói chung là không quá hung hăng với nhau, cho phép các đàn tồn tại một cách hòa bình trong một thời gian.
Ngoài con người ra, sói xám là kẻ săn mồi đối với loài linh dương sừng thẳng Ả Rập. Trong điều kiện nuôi nhốt tốt, nó có tuổi thọ lên đến 20 năm 
Tuy nhiên, trong thời kỳ hạn hán, tuổi thọ của linh dương sừng thẳng Ả Rập có thể bị giảm đáng kể do suy dinh dưỡng và bị mất nước. Các nguyên nhân khác tử vong bao gồm chiến đấu giữa các con đực, rắn cắn, bệnh tật, và chết đuối trong mùa lũ.

## Chế độ dinh dưỡng
Linh dương sừng thẳng Ả Rập chủ yếu ăn cỏ nhưng cũng ăn nhiều loại thực vật khác, bao gồm cây, chồi non, thảo mộc, quả và rễ. Hàng đàn linh dương sừng thẳng Ả Rập đi theo mưa không thường xuyên để ăn các cây mới mọc sau mưa. Linh dương sừng thẳng Ả Rập có thể nhịn uống nước nhiều tuần liền. Nghiên cứu ở Oman cho thấy các loại cỏ thuộc chi Stipagrostis được chúng ăn chủ yếu; hoa của các cây Stipagrostis là nguồn cung cấp protein và nước cao nhất còn lá dường như là một nguồn thực phẩm tốt hơn cùng với các thực vật khác.

## Bảo tồn
Năm 1986, linh dương sừng thẳng Ả Rập được phân loại "có nguy cơ tuyệt chủng" trong danh sách đỏ IUCN, vào năm 2011, chúng là loài động vật đầu tiên được xác nhận lại như là một loài "dễ bị tổn thương" sau một thời gian bị liệt kê vào danh sách những loài đã tuyệt chủng trong môi trường hoang dã. 
Tháng 6 năm 2011, linh dương sừng thẳng Ả Rập được liệt kê lại vào danh sách loài dễ bị tổn thương bởi sách đỏ IUCN. 
IUCN ước tính có hơn 1000 cá thể linh dương sừng thẳng Ả Rập trong tự nhiên, với 6000-7000 con trong điều kiện nuôi nhốt trên toàn thế giới trong các vườn thú, bảo tồn, và các bộ sưu tập tư nhân. Một số trong số này ở trong các khu vực có hàng rào rộng lớn (chuyển vùng tự do), bao gồm cả những con ở Syria (Al Talila), Bahrain, Qatar, and UAE. Đây là lần đầu tiên IUCN đã xếp hạng lại một loài vào mục dễ bị tổn thương sau khi nó đã bị liệt kê vào mục đã tuyệt chủng trong tự nhiên. Linh dương sừng dài Ả Rập cũng được liệt kê vào phục lục I của CITES.
Ngày 28 Tháng Sáu năm 2007, khu bảo tồn linh dương sừng thẳng Ả Rập là địa điểm đầu tiên bị loại bỏ khỏi danh mục di sản thế giới UNESCO. Lý do UNESCO gỡ bỏ là do việc chính phủ Oman quyết định mở 90% địa điểm để khảo sát dầu mỏ. Dân số linh dương sừng thẳng Ả Rập trên khu vực đã bị giảm từ 450 con vào năm 1996 xuống còn 65 con trong năm 2007. Hiện nay có ít hơn bốn cặp sinh sản còn lại trên địa điểm.